# Gmina Lessebo
Gmina Lessebo (szw. Lessebo kommun) – gmina w Szwecji, w regionie Kronoberg, siedzibą jej władz jest Lessebo.
Pod względem zaludnienia Lessebo jest 241. gminą w Szwecji. Zamieszkuje ją 8198 osób, z czego 50,16% to kobiety (4112) i 49,84% to mężczyźni (4086). W gminie zameldowanych jest 443 cudzoziemców. Na każdy kilometr kwadratowy przypada 20,04 mieszkańca. Pod względem wielkości gmina zajmuje 199. miejsce.